# ساب ۷–۹ایکس
ساب ۷–۹ایکس (Saab 9-7X) خودرویی است که در سال‌های ۲۰۰۵ تا ۲۰۰۹در ایالات متحده آمریکا تولید شده‌است. طراحی آن موتور جلو، خودرو چهار چرخ محرک بوده است.